# Pollenia ibalia
Pollenia ibalia este o specie de muște din genul Pollenia, familia Calliphoridae, descrisă de Seguy în anul 1930. Conform Catalogue of Life specia Pollenia ibalia nu are subspecii cunoscute.